# Rodium(VI)fluoride
Rodium(VI)fluoride (RhF6) is een fluoride van rodium. De stof komt voor als zwarte kristallen.

## Synthese
Rodium(VI)fluoride kan bereid worden door een reactie van moleculair fluor en rodium:
{\displaystyle \mathrm {Rh+3\ F_{2}\ \longrightarrow RhF_{6}} }

## Kristalstructuur
Rodium(VI)fluoride neemt een octaëdrische structuur aan, in overeenstemming met de VSEPR-theorie. Het bezit het een orthorombisch kristalstelsel en behoort tot ruimtegroep Pnma. De parameters van de eenheidscel bedragen (gemeten bij −140°C):
- a = 932,3 pm
- b = 847,4 pm
- c = 491,0 pm

De bindingslengte Rh-F bedraagt 182,4 pm.